# Comuna Liutij, Vîșhorod
Liutij (în ucraineană Лютіж) este o comună în raionul Vîșhorod, regiunea Kiev, Ucraina, formată din satele Huta-Mejîhirska și Liutij (reședința).

## Demografie
Componența lingvistică a comunei Liutij
     Ucraineană (97,45%)
     Rusă (2,51%)
     Alte limbi (0,04%)
Conform recensământului din 2001, majoritatea populației comunei Liutij era vorbitoare de ucraineană (97,45%), existând în minoritate și vorbitori de rusă (2,51%).